# アユミカトリーナ
アユミカトリーナ（1985年6月24日 - ）は、日本のファッションモデル。本名、池田 あゆみ カトリーナ。東京都出身。スターダストプロモーション所属。日本人とスペイン人のハーフ。

## 略歴
2002年、女子中高生向けファッション雑誌『SEVENTEEN』のオーディションで「ミスセブンティーン2002」に選ばれ、同誌の専属モデルとなる。
2006年、芸名を「池田 あゆみ」から「池田 カトリーナ」に変更した。
2007年の神コレモデルオーディションにて審査員特別賞を受賞。
ファッションブランド「MAK GIMMICK（マックギミック）」を立ち上げた。
2008年に『JJ』モデルとなるが、事務所移籍に伴い1年で卒業。
2008年にウイントアーツからスターダストプロモーションに移籍し、芸名を「カトリーナ」へと変更した。
2011年10月に芸名を「アユミカトリーナ」に変更。

## 出演

### 雑誌
- SEVENTEEN（集英社）池田あゆみ名義
- Ray（主婦の友社）
- JJ（光文社）
- Gainer（光文社）
- with（講談社）
- 美人百花（角川春樹事務所）
- FYTTE（学研パブリッシング）
- Spring（宝島社）

### CM
- 日本ケンタッキー・フライド・チキン、海老カツツイスター（2008年）
- ニベア花王、ウォータリングリップ（2008年、2009年）
- カゴメ、野菜生活100 Refresh!（2009年）
- シャープ、docomo SH-02B「イルミネーション」篇（2009年）

### バラエティ
- 森田一義アワー 笑っていいとも!（フジテレビ）（2009年3月30日）
- NEWCOMER LIVE SHOW シンガタ（2010年10月30日、日本テレビ）ゲストMC
- E! @ Japan[2]（2012年1月-、ユニバーサルチャンネル）司会
- ネプ&イモトの世界番付（2012年4月-、日本テレビ）準レギュラー
- みんなで!ニコリッチ[3]（2012年11月-、東京MXTV）カトちゃん 役

### テレビドラマ
- 夏の恋は虹色に輝く 第4話（2010年、フジテレビ）ルミ 役

### その他
- カトリーナの便利なライブ壁紙（2011年、Androidアプリケーション）